# グレート・レイクス・トランスポーテーション
グレート・レイクス・トランスポーテーション（Great Lakes Transportation LLC、略称GLT）は、北アメリカの五大湖周辺で運営されている鉄道・船舶輸送グループである。

## 解説
GLTとは、下記の企業から成り立っている。
- ベッセマー・アンド・レイク・エリー鉄道（Bessemer and Lake Erie Railroad）
- ダルース・ミセーベ・アンド・アイアン・レンジ鉄道
- グレート・レイクス・フリート（Great Lakes Fleet, Inc.）
- ピッツバーグ・アンド・コニオート・ドック（Pittsburgh & Conneaut Dock Company）

1988年、USスチール（1991年にUSXと改称、さらに2001年にUSスチールに戻す）は、傘下の鉄道や輸送会社を一つの子会社トランスター（Transtar, Inc.）に集約。過半の株式をブラックストーン・グループとUSXに売却し、ダルース・ミセーベ・アンド・アイアン・レンジ鉄道など上記4社をブラックストーン・グループ傘下のGLTに譲渡した。2003年後半、ブラックストーン・グループはGLTをカナディアン・ナショナル鉄道（CN）に売却することに合意。2004年5月10日、3億8,000万USドルで正式に譲渡した。